# وامبو
وامبو أو وومبو هي بلدية موريتانية تقع جنوب موريتانيا في ولاية كيديماغة، شمال نهر السنغال الذي يفصل بين موريتانيا والسنغال.

## الموقع الجغرافي
المركز السكاني في بلدية وومبو هي القرية التي تحمل نفس الاسم والتي تقع على الضفة الشمالية لنهر السنغال في الجانب الموريتاني

## السكان
حسب الإحصاء العام للسكان والسكنى الذي اجري في موريتانيا سنة 2000 فان عدد سكان وومبو بلغ انذاك 9859 نسمة. وحسب إحصائيات غير رسمية فان سكان البلدية بلغ سنة 2010 21564
نسمة.